# Canale d'Agordo
Canale d'Agordo (conocida como Forno di Canale hasta  1964; en ladino: Canal, en alemán: Augartnerkanal) es una localidad y municipio italiano de la región del Véneto, al norte del país. Tiene 1.230 habitantes (2004).

## Evolución demográfica
| Gráfica de evolución demográfica de Canale d'Agordo entre 1861 y 2001 |
|                                                                       |
| Fuente ISTAT - elaboración gráfica de Wikipedia                       |

## Personas destacadas
Fue la ciudad natal del Papa Juan Pablo I (nacido Albino Luciani), que falleció tras 33 días de pontificado.
- Datos: Q40219
- Multimedia: Canale d'Agordo / Q40219

1. ↑  Worldpostalcodes.org, código postal n.º 32020.
2. ↑  «Codici Catastali». Comuni-italiani.it (en italiano). Consultado el 29 de abril de 2017.